# Phryctoria
La phryctoria (in greco antico: φρυκτωρία?) era un mezzo di comunicazione usato nell'antica Grecia.

## Descrizione
Il metodo utilizzava due serie di cinque torce. Quando era necessario inviare un segnale, le torce appropriate venivano accese e poste in cima a torri chiamate phryctoriae. Esse erano visibili sino alla torre successiva (di solito posta a 20 miglia di distanza), che avrebbe ritrasmesso il segnale in successione sino alla torre successiva.
Il sistema fu inventato dagli ingegneri greci Cleoxene e Democleto nel II secolo a.C. Il sistema di codifica, del tipo della Scacchiera di Polibio, era il seguente:
α β γ δ ε

ζ η θ ι κ

λ μ ν ξ ο

π ρ σ τ υ

φ χ ψ ω
Quando per esempio si voleva inviare la lettera 'o' (omicron), si accendevano cinque torce nella serie di destra e tre torce nella serie di sinistra.